# Ligdia extincta
Ligdia extincta là một loài bướm đêm trong họ Geometridae.